# ألفارو لوبيز سان مارتن
ألفارو لوبيز سان مارتن (بالإسبانية: Álvaro López San Martín) مواليد 2 يونيو 1997 في برشلونة، هو لاعب كرة مضرب إسباني يلعب باليد اليمنى ويحتل حالياً المرتبة رقم. 353 (15 ديسمبر 2016) في تصنيف رابطة محترفي كرة المضرب. أعلى تصنيف له في الفردي كان المركز الـ 353 في سنة 2016.

## روابط خارجية
- ألفارو لوبيز سان مارتن على موقع رابطة محترفي التنس (الإنجليزية)
- ألفارو لوبيز سان مارتن على موقع الاتحاد الدولي لكرة المضرب (الإنجليزية)
- ألفارو لوبيز سان مارتن على موقع خلاصة التنس.كوم (الإنجليزية)